# Murilo Galves
Murilio Galves Marques De Oliveira (13 luglio 1985) è un tuffatore brasiliano, specializzato nelle grandi altezze.
Ha rappresentato il Brasile ai campionati mondiali di nuoto di Budapest 2017, concludendo la gara al ventesimo posto.

## Palmarès
| Anno | Manifestazione | Sede     | Evento         | Risultato | Prestazione | Note |
| ---- | -------------- | -------- | -------------- | --------- | ----------- | ---- |
| 2017 | Mondiali       | Budapest | Grandi altezze | 20º       | 194,95 p.   |      |